# Andesembiidae
Andesembiidae es una familia de insectos en el orden Embioptera. Existen por lo menos dos géneros y siete especies descriptas en Andesembiidae.

## Géneros
Los siguientes dos géneros pertenecen a la familia Andesembiidae:
- Andesembia Ross, 2003
- Bryonembia Ross, 2003